# Zeitnot
Cet article concerne le terme du jeu d'échecs. Pour la bande dessinée, voir Zeitnot (bande dessinée).

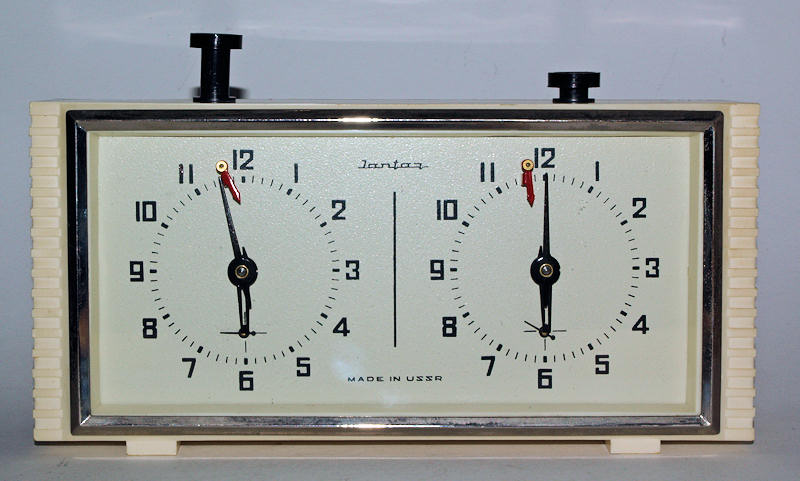
Pendule d'échecs.

Au jeu d'échecs à la pendule, un joueur est en zeitnot (de l'allemand Zeit = temps et Not = pénurie, détresse, urgence) si, proche du prochain « contrôle de temps », il doit jouer beaucoup de coups en peu de temps (moins de cinq minutes). Les situations de zeitnot mettent les joueurs sous pression et peuvent entraîner des décisions hâtives et des coups approximatifs. 

## Causes
Certains joueurs utilisent beaucoup de temps au cours de la phase d'ouverture et au début du milieu de partie dans des positions peu familières, pour déterminer un plan stratégique et calculer les aspects tactiques parfois complexes. La gestion du temps imparti au cours de la partie est un aspect non négligeable du jeu en compétition et cette dépense de temps tôt dans la partie peut s'avérer coûteuse à l'approche du contrôle de temps (souvent au 40e coup) si la position reste complexe.
Le joueur en zeitnot aura tendance à éviter les complications. Parfois, des positions sont répétées deux fois pour se rapprocher du contrôle de temps tout en évitant la triple répétition qui aboutirait à la nulle. Certains joueurs indiquent des traits sur la feuille de partie pour s'assurer que le 40e coup a été joué.
L'adversaire du joueur en zeitnot tentera parfois de profiter de cette situation pour compliquer la situation, ou aura tendance à jouer rapidement.
Avec les cadences Fischer et Bronstein, qui requièrent des pendules d'échecs électroniques, l'effet du zeitnot est atténué, voire complètement éliminé, par un crédit de temps alloué pour chaque coup joué au lieu de spécifier un certain nombre de coups à jouer dans une période déterminée.

## Règles du jeu relatives au zeitnot
Un joueur en zeitnot n'est plus contraint de noter ses coups sur sa feuille de partie. Cependant, si la cadence le permet et qu'il sort du zeitnot (au moment de la chute du drapeau), il doit rattraper ceux-ci à son tour de jeu et en s'aidant, au besoin, de la feuille de partie de son adversaire. 
Jusqu'à la chute du drapeau, l'arbitre s'abstient d'intervenir, en indiquant par exemple le nombre de coups joués. Il appartient donc au seul joueur de déterminer le nombre de coups effectivement joués jusqu'à la chute du drapeau.
Si les deux joueurs étaient en zeitnot au moment de la chute d'un drapeau et qu'ils se sont abstenus de noter les coups, l'arbitre interrompt la partie et procède à une reconstitution sur un autre échiquier, celle-ci va déterminer les coups joués et leur nombre exact.

## Sources
- (en) Règles de la Fédération internationale des échecs art 8.4, 8.5 et 8.6
- Règles du jeu FIDE en français sur le site de la FFE